# Ogive (missile)
Pour les articles homonymes, voir Ogive.

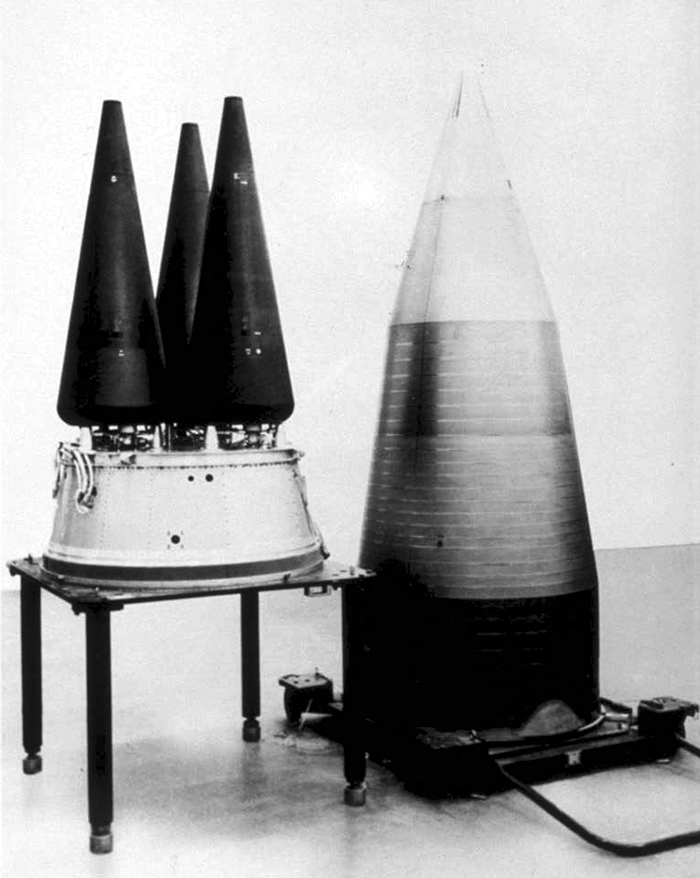
Ogives nucléaires d'un missile balistique intercontinental Minuteman III

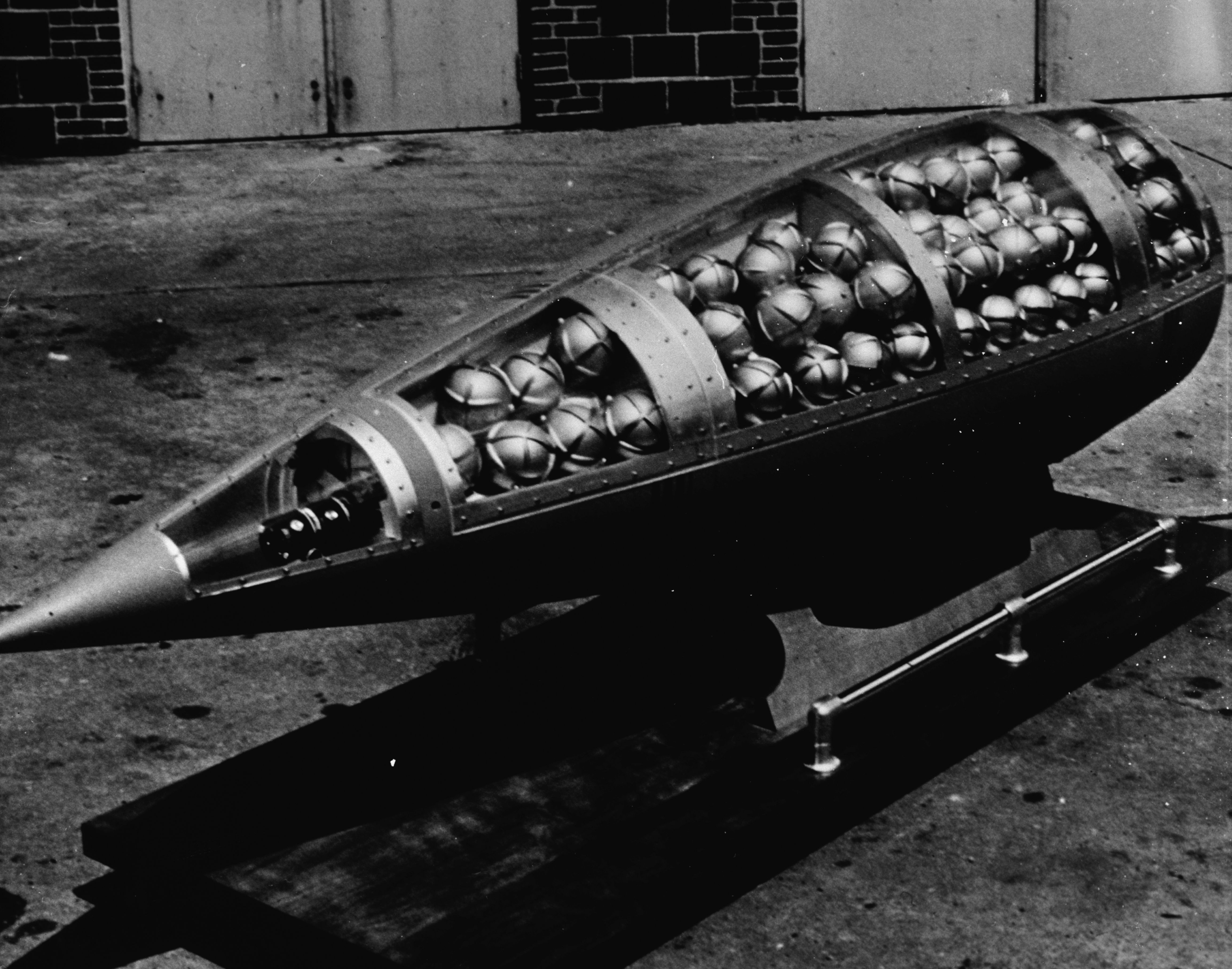
Écorché d'une ogive de missile sol-sol MGR-1 Honest John. Les sous-munitions M139 devant contenir du sarin sont bien visibles.

Une ogive est la partie antérieure d'un projectile, obus, missile, roquette ou torpille, contenant la charge destructive. L'ogive est composée d'un détonateur et d'une charge.
La charge peut être :
- explosive dans les armes conventionnelles et les armes nucléaires ;
- chimique dans les missiles comme ceux dispersant des gaz innervants ;
- biologique pour contaminer une population (anthrax par exemple).

Le détonateur peut être déclenché :
- par contact (emploi d'un percuteur) ;
- à distance pour les missiles guidés ;
- à retardement (au bout d'un certain temps, la charge explose) ;
- à une altitude donnée (air burst).